# Martin Du Bellay
Martin Du Bellay (* 5. Mai 1703 in Sully-la-Chapelle; † 19. Dezember 1775 in Paris) war ein französischer römisch-katholischer Geistlicher, Abt und Bischof.

## Leben

### Herkunft
Martin Du Bellay (auch: Martin III. du Bellay) wurde 1703 im Schloss Claireau in der Gemeinde Sully-la-Chapelle nordwestlich Orléans geboren. Er gehörte zur Familie Du Bellay, die vor allem im 16. Jahrhundert durch Jean du Bellay und Joachim du Bellay, sowie durch die Historiker Guillaume du Bellay (1491–1543) und Martin du Bellay (1495–1559), mit dem er nicht verwechselt werden darf, berühmt war. Seine Mutter stammte aus dem Hause Rochechouart. Sein Bruder Guillaume starb 1752 als Marschall in Neapel. Seine Schwester war Nonne in der Abtei Fontevrault.

### Priester, Prior, Abt und Generalvikar
Du Bellay schloss sein Theologiestudium in Paris als Doktor ab. Er wurde 1727 zum Priester geweiht und sogleich Kommendatarprior des Benediktinerpriorats Sainte-Trinité in Combourg. 1728 trat er in die bereits 1725 verliehene Pfründe als Kommendatarabt der Benediktinerabtei Saint-Melaine in Rennes ein. 1729 wurde er Generalvikar im Erzbistum Tours.

### Bischof von Fréjus
1739 wurde Du Bellay zum Bischof von Fréjus ernannt, wo er 1740 eintraf. Als Nordfranzose drang er auf Ordnung, regelte das ihm wenig sympathische mediterrane Büßerwesen und ließ einen eigenen Diözesan-Katechismus drucken. Er baute Kirchen in Fayence, Sainte-Maxime und Villecroze. Da ihm die Stadt Fréjus, die weniger als 3000 Einwohner zählte und untragbare hygienische Verhältnisse aufwies, nicht gefiel, kaufte er 1751 in Draguignan das leerstehende Ursulinenkloster, ließ es aufwendig herrichten und machte es zu seinem Sommersitz. Später bereute er diesen Schritt, den er gegen den Rat seines Vor-Vorgängers Kardinal Fleury getan hatte, denn auch mit der dortigen Stadtverwaltung war er unzufrieden. Besonderen Anteil nahm er am Werdegang des jungen Emmanuel Joseph Sieyès, der eine Rolle in der Französischen Revolution spielen sollte. 1748 wurde Du Bellay noch Kommendatarabt der Benediktinerabtei Mont Saint-Quentin bei Péronne (heute verschwunden).

### Ruhestand in Paris
1766 erklärte er, er sei nun für das tägliche Schauspiel des sozialen Elends zu alt (Je suis trop vieux pour voir ce malheur social) und trat von seinem Amt zurück. Er lebte in Paris von seinen Pfründen (Saint-Melaine nur bis 1770), starb 1775 im Alter von 72 Jahren und wurde in der Kirche Saint-Sulpice beigesetzt. 